# Rhésos (Thrace)
Pour les articles homonymes, voir Rhésus.
Dans la mythologie grecque, Rhésos ou Rhésus (en grec Ῥῆσος / Rhẽsos, en latin Rhesus) est un jeune roi de Thrace qui est tué alors qu'il se portait au secours des Troyens lors du siège de Troie.

## Mythe
Selon Homère, il vient, lors de la guerre de Troie, au secours de Priam la dernière année du siège, amenant des chevaux « plus prompts que le vent » et « plus blancs que la neige ». La ville devait être sauvée si les coursiers de Rhésos buvaient l'eau du Xanthe (il s'agit là d'une tradition qui n'est pas mentionnée dans l'Iliade) , mais il est tué la nuit même de son arrivée par Diomède, qui le surprend pendant son sommeil, tandis qu'Ulysse dérobe ses chevaux. Cet épisode a servi de sujet à une tragédie grecque antique Rhésos, attribuée sans doute à tort à Euripide : le héros meurt, mais dans les derniers vers on dit qu'il sera ressuscité et rendu immortel, après sa transformation en divinité souterraine.
Le nom de Rhésos est un anthroponyme thrace, bâti sur la racine de « régner », ce qui semble confirmer l'origine que lui donne Homère, Éion étant située en Thrace occidentale, à l'embouchure du Strymon. On lui a attribué par la suite, notamment Euripide dans la pièce éponyme, des origines plus flatteuses, en prétendant que sa mère était une des Muses — Calliope, Euterpe ou Terpsichore — et son père le roi Strymon avant sa transformation en l'homonyme fleuve.[réf. nécessaire]
Parthénios de Nicée attribue également au roi thrace Rhésos le mariage avec la chasseresse bithynienne Arganthone — une rivière de Bithynie porte le nom de Rhésos.

## Interprétations
Pour Paul Wathelet, « Rhésos représente en quelque sorte le Soleil, qui passe la nuit dans l'Autre Monde et que les deux héros grecs s'empressent de tuer avant qu'il n'apporte son aide décisive aux Troyens. » Notant qu'il existait un culte du soleil en Thrace, il affirme vraisemblable que « le char de Rhésos que Diomède voulait prendre, mais dont les dieux l'écartent, n'est autre que le char du Soleil dont Rhésos, le « Roi », est l'incarnation. »

## Postérité
Cet épisode a inspiré de nombreux auteurs épiques. Dans l'Énéide de Virgile, Nisus et Euryale tuent des guerriers italiques surpris dans leur sommeil, parmi lesquels Rhamnés, Rémus et l'adolescent Serranus ; dans le Roland furieux de Ludovico Ariosto, les jeunes Malinde et Ardalique, tous deux fils du comte de Flandre, périssent dans des circonstances similaires.
Rhésos apparait comme PNJ dans le jeu vidéo Warriors: Legends of Troy. Il est tué par Ulysse et Ménélas lorsque ceux-ci infiltrent le campement thrace.